# عیسی اسماعیل راشد
عیسی اسماعیل راشد (انگلیسی: Essa Ismail Rashed؛ زادهٔ ۱۴ دسامبر ۱۹۸۶) دونده دو استقامت کنیایی‌تبار اهل قطر است.